# Коти
Коти (Хунту, Хуну, Кат, Катен) (Coti) е бушменска богиня на лова и майка на пчелите. Тя е жена на бога-създател Цагн в бушменската митология. Както цялото му семейство, така и тя има образ на някакво животно. Най-често се явява като даман, а в някои митове – като мармот. Има осиновена дъщеря, която е бодливо свинче. Името ѝ е Цо и живее със семейството на Коти и Цагн. От Цагн Коти има двама сина, велики вождове – Когаз и Гви.

## Митът за създаването на антилопите
Коти използвала ножа на мъжа си за да си подостря тоягата, с която изкопавала корени за храна. Когато Цагн разбрал, че тя е изтъпила ножа му, ѝ се скарал и я заплашил, че нечестивият ще дойде да я вземе. Но в това време тя била бременна и страхът се отразил на детето. Когато дошло времето, вместо човешко бебе, родила едно малко животинче. Двамата с мъжа ѝ се чудели що за същество е това. Цагн накарал Коти да счука част от растението кана, за да разберат какво точно е родила. Той поръсил бебето със счуканата кана и започнал да изрежда имена на животни с надеждата, че то само ще му покаже към кой вид принадлежи. Когато изрекъл името на антилопата, бебето отговорило „Ааааа“. Тогава родителите разбрали, че Коти е родила антилопа. Цагн прегърнал малкото и го положил в една кратуна. Занесъл го в изолирана клисура близо до хълмовете и го скрил там за да отрасне необезпокоявано. По това време той създавал всички предмети, растения и животни и се стараел да ги сътвори така, че да бъдат полезни за хората. Създал и вятъра, за да може да носи миризмите на животните. Във връзка с тази дейност му се наложило да напусне дома си за няколко дни. Докато го нямало синовете му Когаз и Гви отишли с приятелите си на лов. Попаднали в клисурата, където баща им скрил антилопата. Те нищо не знаели за нея и когато я видели, били изненадани от новото, невиждано животно, на което рогцата тъкмо израствали. Няколко пъти я заобикаляли в кръг, но тя винаги се изплъзвала и всеки път след това се връщала и лягала на същото място. Накрая заспала и тогава Гви я пробол с копието си. Братята я одрали, взели месото и кръвта и ги занесли вкъщи. Коти била много разстроена, а когато Цагн се върнал, изпаднал в ярост. Заканил се на Гви, че ще го накаже заради неговите самонадеяност и неподчинение. Изтръгнал носа му и го захвърлил в огъня. А Коти стояла много нещастна, както заради убитата си дъщеря, така и заради обезобразения си син. Но малко по-късно Цагн размислил, извадил носа от огъня и го поставил обратно на лицето на сина си. После го накарал да вземе от кръвта на убитата антилопа, да я сложи в един съд и да я започне да я разбива, като държи вертикално специална, направена от него пръчка, и я върти много бързо между дланите си. Кръвта започнала да се разплисква и се разхвърчала на струи, които се заизвивали като змии, изскочили навън и се превърнали в животни. Но Цагн все още не бил доволен, защото новосъздадените антилопи не изглеждали точно така, както той искал. Затова накарал Гви да изхвърли кръвта. После помолил Коти да измие съда и да налее в него още от кръвта на антилопата. Добавил и част от сърцето. Втория път вече Коти се заела да върти пръчката, а капките, които се разхвърчали, започнали веднага да се превръщат в мъжки антилопи, които ги заобиколили и ги побутвали с рогата си. Цагн ги изгонил навън, а от новите капки започнали да изскачат женски антилопи. Коти все въртяла и въртяла, докато светът се напълнил с антилопи, които изглеждали точно така, както Цагн желаел.